# Robert J. Coyle
Robert Joseph Coyle (né le 23 septembre 1964) est un évêque catholique, actuellement évêque auxiliaire diocèse de Rockville Centre (Long Island, État de New-York). 

## Biographie
Né à Brooklyn, Coyle a été ordonné prêtre le 25 mai 1991 pour le diocèse de Rockville Center, New York. 
Le 11 février 2013, il est nommé évêque titulaire de Zabi (de) et évêque auxiliaire de l'archidiocèse aux Forces armées des États-Unis et reçoit la consécration le 25 avril 2013,. 
Le 20 février 2018, Coyle est nommé évêque auxiliaire du diocèse de Rockville Centre et est installé le 2 avril 2018. Le dimanche 6 mai 2018, il prend la charge pastorale de l'église du Bon Pasteur à Holbrook (Comté de Suffolk, État de New-York). 